# Avenida Las Torres (Bogotá-Soacha)
La Avenida Las Torres es una vía arterial que atraviesa de occidente a oriente, y es compartida por las ciudades de Bogotá y Soacha. Su trazado permite la conexión entre sectores residenciales y comerciales de ambos municipios, constituyéndose como una importante alternativa de movilidad en el límite sur de la capital.

## Trazado
Recibe el nombre de Avenida Las Torres debido a la presencia de torres de alta tensión que recorren su trazado. Estas estructuras proceden desde el interior de la zona urbana de Bogotá y se extienden hacia la zona rural de Soacha, atravesando los cerros de La Veredita y La Chucuita, hasta llegar a la hacienda-humedal Ogamora, un área de valor ambiental y paisajístico.
Desde su tramo en Bogotá, la Avenida Las Torres nace en el barrio Santa Catalina, a orillas del Lago Parque Timiza, y desciende hacia el puente del barrio Boitá, cruzando el río Tunjuelo en la Calle 57 Sur con Carrera 63, en el sector de Villa del Río. Allí se interseca con la Avenida Villavicencio, pero su trazado se interrumpe a la altura de la Transversal 72F, justo frente al Parque Cementerio El Apogeo.
A pesar de la interrupción vial, el tendido eléctrico de las torres continúa, cruzando la Avenida Bosa y el barrio Bosa La Estación, hasta retomarse como vía en la Calle 65 Sur, aunque en este punto presenta un estado regular de transitabilidad. Bajo la nomenclatura de la Transversal 77J, la vía atraviesa el barrio Piamonte, manteniendo condiciones irregulares.
Al ingresar a Soacha, la avenida toma el nombre de Carrera 20, e intersecta con la Avenida Agoberto Mejía (también conocida como Calle 69 Sur o Calle 53 en Soacha), donde se reduce su anchura. La vía está parcialmente pavimentada hasta la Diagonal 15, pero sufre interrupciones y estrechamientos causados por asentamientos urbanos. Además, presenta tramos sin pavimentar y un deterioro progresivo, lo cual afecta significativamente su funcionalidad como corredor vial. A esto se suma el impacto de la creciente inseguridad que afecta a varios sectores a lo largo de su trazado, tanto en Bogotá como en Soacha
.
Se proyecta pavimentar esta vía y ampliarla hasta los límites del Ciudad Verde y Hogares Soacha (Avenida Calle 17) cruzando por la quebrada Tibaníca y la Avenida Terreros finalizando en la Avenida Potrero Grande (Diagonal 33), donde actualmente se encuentra las fincas de Turflor y pasar por la cuenca del Río Soacha hasta la Avenida Luis Carlos Galán (Calle 13).

## Características
Genéricamente esta vía es muy poco usada por el transporte público, sobre todo en horas pico para las rutas del Corredor Bogotá-Soacha que comunican a los barrios de la comuna de La Despensa y Ciudad Verde con la capital de la República, a través del barrio Bosa La Estación, donde se originan enormes congestionamientos con el transporte procedente de otras partes de Bosa usando la Autopista Norte-Quito-Sur.
En términos generales, esta vía es poco utilizada por el transporte público, especialmente durante las horas pico, a pesar de su potencial como corredor alternativo en el eje Bogotá–Soacha. Las rutas que conectan los barrios de la Comuna 3 y Ciudad Verde con la capital del país suelen preferir otras vías principales. Uno de los puntos críticos es el barrio Bosa La Estación, por donde convergen múltiples rutas que provienen de otras zonas de Bosa,generando grandes congestiones vehiculares al incorporarse a la Avenida del Sur.
La única parte insalvable de terreno que lo interrumpe su tramo de forma total es el Parque Cementerio del Apogeo, inaugurado al público en 1986 y administrado por la empresa funeraria Jardines el Apogeo. Al reiniciar en su parte oriental se ve un considerable estado de uso hasta el barrio Tundama, lo que lo hace apto para el transporte público. A partir de su tramo final, algunas partes se interrumpen por la presencia de encerramientos pertenecientes al conjunto Sevillana del Parque, lo que el resto de la vía se usa para aparcadero de autos.

## Rutas del SITP

### Servicios urbanos
A pesar de su bajo uso general por parte del transporte público, la Avenida Las Torres cuenta con la operación de algunos servicios urbanos del SITP en el tramo bogotano, distribuidos entre sus sectores occidental y oriental:
Por parte occidental:
- 496 Charles de Gaulle - Germania: desde las calles 65 a 68 sur con paradas en los barrios Azucena y San Pablo.[6]

Por el lado oriental:
- 91 Bosa San José - La Porciúncula:[7] que comprende su recorrido desde la Avenida Villavicencio (Carrera 71) hasta el puente del río Tunjuelo en Boitá.
- 105 El Cortijo - La Chucua:[8] desde Tundama (transversal 72G) hasta Olarte (carrera 72D).

## Barrios que la atraviesan
En la localidad de Kennedy, la avenida atraviesa los barrios de Santa Catalina, Tundama y Boitá, sirviendo como eje de conexión entre estos sectores del suroccidente de Bogotá.
En localidad de Bosa, pasa por los barrio Villa del Río y Olarte, donde es interrumpido por el Parque Cementerio del Apogeo y retoma desde la Calle 65 sur pasando por los barrios de Bosa La Estación, La Azucena, Bosa San Pablo y Las Acacias.
Pasando a la comuna 3 La Despensa en el municipio de Soacha, a través del barrio homónimo, León XIII, Juan Pablo I, Los Olivos, Los Olivares y La María, actualmente en proceso de ampliación a la zona entre esta última por la quebrada Tibaníca (río Claro) hasta el río Soacha donde se reanuda en la 2 Soacha Central, por el sector de Hogares Soacha entre las calles 13 y 17.